# Томас Фітцсимонс
Томас Фітцсимонс (англ. Thomas Fitzsimons) (1741–1811) — американський торговець та державний діяч.
Народився в Ірландії, переїхав до Америки близько 1760 року. Жив у Філадельфії, де став провідним бізнесменом. Брав участь у війні за незалежність, жертвував гроші на патріотичну справу. Був делегатом Континентального конгресу і депутатом конгресу Пенсільванії. На Філадельфійському конвенті промовляв рідко, але постійно відвідував його засідання і підтримував сильний федеральний уряд. Тричі обирався до Палати представників, але решту життя присвятив переважно власному бізнесу.